# Suite November
『Suite November』（スイート ノヴェンバー）は、日本のロックバンド・L'Arc〜en〜Cielのベーシスト、tetsuyaがTETSU69名義で発表した通算1作目となるアルバム。2002年11月20日発売。発売元はワーナーミュージック・ジャパンの社内レーベル、DREAM MACHINE内に設けた自身の主宰レーベル、SPROUSE。

## 解説
ロックバンド・L'Arc〜en〜Cielのベーシスト、tetsuya（当時の名義はtetsu）がソロ名義のTETSU69（読み：テツシックスティーナイン）で発表した初のアルバム作品。なお、次作『COME ON!』以降は、TETSUYA名義でアルバムがリリースされているため、TETSU69単独名義で発表されたアルバムに関しては本作限りとなっている。
本作には、2001年に発表した「wonderful world/TIGHTROPE」の収録曲に加え、2002年に10万枚限定で販売したシングル「蜃気楼」「15 1/2 フィフティーンハーフ」の表題曲を含めた8曲が収められている。また、本作で初音源化となった楽曲「WHITE OUT」は、本作発売から3ヶ月後に別アレンジバージョンで、「WHITE OUT 〜memory of a color〜」としてシングルカットされている。TETSU69曰く、本作に収録されたすべての曲のデモ音源は、2001年にシングル「wonderful world/TIGHTROPE」をレコーディングしていた頃に制作されていたといい、TETSU69は「全部ストック曲で、（アルバム発表の）1年半前に書いた曲」と述べている。なお、本作のマスタリングは、ニューヨークにある世界最高峰の音楽マスタリング・スタジオ、Sterling Soundのエンジニアであるトム・コインが担当している。
本作の収録曲数は、CDでリリースされるフルアルバムとしては若干少なく感じられるが、これはTETSU69の考えにより決まっている。収録曲数を8曲に抑えた理由について、TETSU69は「1時間を越えるアルバムは聴いていて飽きる。自分だと8曲目くらいで聴くのをやめてしまう。それなら、曲数を落として値段も落とせないかと考えた」と当時語っている。

### 音楽性と録音作業
本作には様々な音楽ジャンルから影響を受けた楽曲が収録されているが、特にTETSU69が幼い頃に好んで聴いていた1980年代に隆盛を迎えたニューロマンティックの他、シンセポップやエレクトロニック・ロックの要素が随所から感じられるアルバムに仕上げられている。1stシングル「wonderful world/TIGHTROPE」のディレクターを務めた中山千恵子（Ki/oon Records）は、シングル発売当時に受けた音楽雑誌『R&R NewsMaker』のインタビューで「原点回帰、ということ。なぜ自分が音楽を好きになったか、なぜ自分が音楽を聴き始めたか、どんなものが好きだったのか、どんなものをずっと聴いてきたのか。純粋に自分が音楽を作るきっかけとなった原点に立ち戻るのがソロだと思うんですね。原点に戻って"自分の音楽って何なんだろう"って探っていくことが、今回のソロなんだと思います」と当時のソロワークスの印象を語っている。ちなみにTETSU69は、本作の3曲目に収録された「Pretender」について「イントロのギターなんかは、ガービッジっぽさがありますね」と述べている。
なお、本作ではベーシストのソロ名義作品でありながら、収録曲の約半数で自身がベースを弾いておらず、シンセベースの打ち込みが採り入れられている。また、生ドラムをあえて採り入れていない楽曲も多い。今回自身でベースを弾かなかった理由について、TETSU69は「ベーシストのソロ・アルバムでベースを弾くって、当たり前で嫌だなぁと思ってたし、デジタル・ロックにしたかったから。歌に専念して、ベースは弾かずにシンベで…まあ、そういうタイプの曲を作りたかったんで」と述べている。ただ、TETSU69は「始めた初期のころはシンベでレコーディングしたんですけど、周りから"ベース弾きなよ"とか言われるし、だんだんそうなっちゃいましたね」とも述べており、結果的に自身がエレキベースを弾いている曲と弾いていない曲が約半々ずつアルバムに収められることになった。一方、収録曲のほとんどで自身がギターを弾いているため、TETSU69はこのアルバムでの自身の立ち位置について「ベーシストというよりギタリストですね」と述べている。
本作のレコーディングでは、楽曲ごとに異なるアレンジャーを起用しており、MIYO-KEN（M-AGE）やK.A.Z（Oblivion Dust）、亀田誠治（東京事変）、鈴木智文（ex.ポータブル・ロック）、ホッピー神山（ex.PINK）、長谷川智樹など、シークレットトラックを除くと合計9人の編曲家・プロデューサーが制作に参加している。今回のレコーディングを振り返り、TETSU69はアルバム発売当時のインタビューで「いろいろ試行錯誤しながら、いろいろ実験的なこともやりながらきたんで、いいアルバムはできたとは思います」「スタッフを含めいろんな人たちと仕事したんで、それも冒険でもあるっていうか。初めて仕事やる人っていうのはホントわかんないわけで。ホントに評判通りの人なのか、僕との相性がどうなのかとか、いろんな。そういうところも実験的だったかな」と述べている。また、TETSU69は後年に受けたインタビューで、このアルバムを制作したことが自身にとっての一つの転機になったと振り返っている。L'Arc〜en〜Cielのtetsuyaとして受けた2005年のインタビューにおいて、本作について「あれはいろいろと実験的なアルバムだったんですよね、自分はバンドでしか音楽を作ってこなかったから一人で何かできるのかな？という不安もありつつ、いろんな人と組んでやって。その中でよかったこととダメだったことがいろいろあって、ダメだったことに関しては"じゃあ次からどうしたらいいんだ？"って考えて、そこで初めて"次からこうしたい"っていうのが見えてきた」「『Suite November』を作ったことによって、自分の曲の作り方だったり自分の得意なモノだったり、次はこういう曲を書きたいとか、そういうことが初めて分かった」と語っている。
さらに本作では、すべての歌詞をTETSU69が綴っている。L'Arc〜en〜Cielにおける楽曲制作でも何曲かリリックを書いたことはあるが、アルバム1枚通して歌詞を書くのは今回が初のこととなった。TETSU69は本作発売当時に受けたインタビューで、今回の作詞作業を振り返り「歌詞っていうのも曲が生まれた時にあると思ってて。それをスクラッチカードを削るように言葉を探していく。メロディが決まってて譜割りがあるから入る文字数って決まってくるでしょ。だから、パズルのように組み合わせて"ここだ！"っていう作業なんですよ、僕にとっては」「やっぱり曲はよく知ってるなっていうか、最初から知ってたんだなっていうのは、毎回思いますね」と述べている。ちなみに3曲目に収録された「Pretender」では"周りから浮かないために自分の思いや考えを表に出さない偽善的な人間"を描き、6曲目に収録された「SCARECROW」では"愛の名のもとで傷つけあう人間社会"を綴っており、本作にはシニカルな歌詞をのせた楽曲がいくつか収められている。なお、「SCARECROW」では＜積み上げられてく偽りの楽園だよ 時間城は＞というフレーズが登場するが、この＜時間城＞は、TETSU69が昔好んで観ていたアニメ『銀河鉄道999』に登場する城の名前から拝借されている。

### 楽曲について
前項で示したように、本作には様々なアプローチで制作された楽曲が収められている。本作の1曲目に収録された「WHITE OUT」は、本作発売から約3ヶ月後の2003年2月に「WHITE OUT 〜memory of a color〜」としてシングルカットされている。このシングルバージョンでは、本作収録版からテンポが落とされ、まったく違うアレンジが施されている。余談だが、TETSU69はアルバム発表時に受けたインタビューで、「WHITE OUT」について「この曲は1曲目のためにこういうアレンジにした部分もあるんで、実は。本来はこの曲はもう少しテンポ遅いんですよ。それをちょっとアップテンポにしたんです」「この曲についてはまだ完結はしてないんで、今はあんまりまだ言えないですね。これはもうアルバム1曲目のためのアレンジですから」と語っており、アルバムを発表した段階で別バージョンをリリースする考えだったことがうかがえる。
本作の2曲目に収録された「wonderful world」は、ブックレットに表記はされてないがアルバムバージョンで収録されている。シングル版ではアウトロをフェードアウトにしていたが、本作収録版ではカットアウトにし、演奏時間もシングル版より約10秒ほど長くしている。
なお、本作の69トラック目には、シークレットトラックとして、シングル「15 1/2 フィフティーンハーフ」のカップリング曲「TEZMANのテーマ」のロングバージョンとなる「TEZMANのテーマ (Extended version)」が収録されている。ちなみにこのアルバムには、8トラック目の後、9トラック目から68トラック目まで無音トラックが約4秒間ずつ入っている。

### アルバムタイトル、アートワーク
アルバムタイトルは、『組曲』を意味する『suite』と、本作の発売月である『11月』を意味する『november』を合わせたものとなっている。このアルバムタイトルに決めた経緯について、TETSU69は「アルバムが8割くらいできた時に、スタッフ含めていろいろ出し合ったんですけど、その中に"組曲"と"November"ってのがあって。で、"組曲"を英語にして2つを足したら響きもいいしってことで」と述べている。
ジャケットデザインには、王冠を被ったTETSU69がギターを携えて、腕を組んでいる姿が写し出されている。なお、TETSU69が持っているギターは、グレッチ・ギターの「GRETSCH Silver Jet #6129 1957」であり、2001年発表のデビューシングル「wonderful world/TIGHTROPE」の通常盤のジャケットでも使われたモデルとなっている。また、ブックレットの中身には、TETSU69が一人で何役もの架空のキャラクターを演じた姿が掲載されている。TETSU69は、本作のブックレットについて「一人何役もやりたいとか、女装がやりたいとか、ブックレットをプチ写真集みたいにいっぱい写真入れたいとかっていうアイデアがあった」「僕としては"バッカじゃないの〜"って言われたいんで。それが一番（笑）」「基本的にバカなことやるの大好きですから（笑）」と述べている。

### リリース形態
本作は、通常盤（CD）の1形態で発売されている。なお、2022年7月1日にソロ名義でリリースしたシングル・アルバムの音楽ストリーミングサービスへの公開を開始した際、アルバム『Suite November』が、新たに2曲を追加した『Suite November -Complete Edition-』として発表されている。コンプリート版で追加された2曲は、2003年にリリースしたシングル「WHITE OUT 〜memory of a color〜」の表題曲と、2005年にトリビュート・アルバム『LOVE for NANA 〜Only 1 Tribute〜』に提供した楽曲「REVERSE」で、いずれもソロ単独名義で発表したアルバムには初収録となった。

## 収録曲
| #  | タイトル                                                    | 作詞    | 作曲    | 編曲                            | 時間 |
| -- | ----------------------------------------------------------- | ------- | ------- | ------------------------------- | ---- |
| 1. | 「WHITE OUT」                                               | TETSU69 | TETSU69 | TETSU69・鈴木智文               | 4:54 |
| 2. | 「wonderful world」                                         | TETSU69 | TETSU69 | TETSU69・岡崎達成・MIYO-KEN     | 4:53 |
| 3. | 「Pretender」                                               | TETSU69 | TETSU69 | TETSU69・ホッピー神山           | 4:45 |
| 4. | 「TIGHTROPE」                                               | TETSU69 | TETSU69 | TETSU69・K.A.Z                  | 4:50 |
| 5. | 「蜃気楼」                                                  | TETSU69 | TETSU69 | TETSU69・HIRO NAKAYAMA          | 4:50 |
| 6. | 「SCARECROW」                                               | TETSU69 | TETSU69 | TETSU69・鈴木智文               | 6:22 |
| 7. | 「empty tears」                                             | TETSU69 | TETSU69 | TETSU69・長谷川智樹・橋本由香利 | 4:29 |
| 8. | 「15 1/2 フィフティーンハーフ」                             | TETSU69 | TETSU69 | 亀田誠治・TETSU69               | 5:41 |
| 9. | 「TEZMANのテーマ (Extended version)」(シークレットトラック) | TETSU69 | TETSU69 | 鈴木雅也                        | 4:41 |

| #   | タイトル                              | 作詞    | 作曲    | 編曲                            | 時間 |
| --- | ------------------------------------- | ------- | ------- | ------------------------------- | ---- |
| 1.  | 「WHITE OUT」                         | TETSU69 | TETSU69 | TETSU69・鈴木智文               | 4:54 |
| 2.  | 「wonderful world」                   | TETSU69 | TETSU69 | TETSU69・岡崎達成・MIYO-KEN     | 4:53 |
| 3.  | 「Pretender」                         | TETSU69 | TETSU69 | TETSU69・ホッピー神山           | 4:45 |
| 4.  | 「TIGHTROPE」                         | TETSU69 | TETSU69 | TETSU69・K.A.Z                  | 4:50 |
| 5.  | 「蜃気楼」                            | TETSU69 | TETSU69 | TETSU69・HIRO NAKAYAMA          | 4:50 |
| 6.  | 「SCARECROW」                         | TETSU69 | TETSU69 | TETSU69・鈴木智文               | 6:22 |
| 7.  | 「empty tears」                       | TETSU69 | TETSU69 | TETSU69・長谷川智樹・橋本由香利 | 4:29 |
| 8.  | 「15 1/2 フィフティーンハーフ」       | TETSU69 | TETSU69 | 亀田誠治・TETSU69               | 5:41 |
| 9.  | 「TEZMANのテーマ (Extended version)」 | TETSU69 | TETSU69 | 鈴木雅也                        | 4:41 |
| 10. | 「REVERSE」                           | TETSU69 | TETSU69 | TETSU69・室姫深                 | 4:23 |
| 11. | 「WHITE OUT 〜memory of a color〜」   | TETSU69 | TETSU69 | TETSU69・tasuku                 | 5:36 |

## クレジット
| - Produced by TETSU69 WHITE OUT - Words and Music by TETSU69 - Arranged by TETSU69 and 鈴木智文 - TETSU69：Vocal, Back Ground Vocals, Falsetto Voices, Bass, Guitar and Guitar Solos - 鈴木智文：Guitars and Programming - 村石雅行：Drums and Tambourine - 森岡徹也：Engineered wonderful world - Words and Music by TETSU69 - Arranged by TETSU69, 岡崎達成 and MIYO-KEN - TETSU69：Vocal, Back Ground Vocals, Guitar and Guitar Solos - MIYO-KEN：Guitar and Synthesizer Programming - 岡崎達成：Rhythm Programming - 吉澤瑛師：Piano and Organ - エリック・ウェストフォール：Engineered Pretender - Words and Music by TETSU69 - Arranged by TETSU69 and ホッピー神山 - TETSU69：Vocals, Back Ground Vocals, Guitar and Guitar Solos - 吉田光：Guitars - 湊雅史：Drums - ホッピー神山：Synthesizers, Strings Arrangement and Treatment - 梅崎俊春：Programming - MIYO-KEN：Sampled Guitar - グレート栄田ストリングス：Strings - TATSUYA SAKAMOTO（Deep）：Engineered TIGHTROPE - Words and Music by TETSU69 - Arranged by TETSU69 and K.A.Z - TETSU69：Vocal, Back Ground Vocal, Guitar and Guitar Solos - K.A.Z：Guitar and Programming - 平井直樹：Drums - エリック・ウェストフォール：Engineered 蜃気楼 - Words and Music by TETSU69 - Arranged by TETSU69 and HIRO NAKAYAMA - TETSU69：Vocals, Bass and 6-Strings Bass Solo - HIRO NAKAYAMA：Guitars - 村石雅行：Drums - 五十嵐宏治：Keyboards and Synthesizer Programming - 上杉洋史：Keyboards - 平石晴己：Synthesizer Programming - 小寺秀樹：Engineered SCARECROW - Words and Music by TETSU69 - Arranged by TETSU69 and 鈴木智文 - TETSU69：Vocals, Bass, Guitar and Guitar Solos - 鈴木智文：Guitars and Programming - 岡崎達成：Rhythm Programming - KAZOO：Pianos - 森岡徹也：Engineered | empty tears - Words and Music by TETSU69 - Arranged by TETSU69, 長谷川智樹 and 橋本由香利 - TETSU69：Vocal and Guitar - 長谷川智樹：Guitar and Strings Arrangement - 橋本由香利：Rhythm Programming and Treatment - RUSH by 加藤高志：Strings - 中原正幸：Engineered 15 1/2 フィフティーンハーフ - Words and Music by TETSU69 - Produced and Arranged by 亀田誠治 and TETSU69 - TETSU69：Vocal, Back Ground Vocals, Bass and Guitar Solos - 西川進：Guitars - 村石雅行：Drums - 上杉洋史：Piano - 中山信彦：Programming - 井上剛：Engineered [Others] - Directors Team "69ers" - KAZUNORI ITO（Dream Machine Factory / VERY GOO） - YUSUKE SONODA（Dream Machine Factory）：Recording Coordination - HARRY YOSHIDA（Dream Machine Factory / WARNER MUSIC JAPAN）：Vocak Tracking - KAZUTAKA MINEMORI：Guitar and Bass Technician - SERIKO NATSUNO：Productive Advising - RYOKO SATO：Voice Advising - Track 2 and 4 product control by Ki/oon Records - TEZMAN（SPROUSE）：Chief Promoter - Management：HARUHI INOUE for Brainstoorm - Distributed by WARNER MUSIC JAPAN - YASUTAKA NAMIKI and SHINICHI KIRIYA：Public Relations - ERI TABATA：Product Manager - YASUHIRO HAYASHI and KOJI YAMAGUCHI：Sales Promotion - Masterd by トム・コイン at Sterling Sound, NYC - Special Thanks to：K.M, JIN SAITO, TATSUHITO NARUSE, FUMIHITO YOKONO, YOSHINORI SAGIYA（Rivulet）, TAKUYA YAMAZAKI, ISAO ITO（Discovery Entertainment）, MASAYA SUZUKI, KAZUMI ARAKI, milo（Rivulet）, SATONO DANNNO（Brainstoorm）, Ki/oon Records, LE-CIEL, and hyde, ken, yukihiro, ...People who have been loving my music [Artwork etc] - Art Direction：前田浩志 for HMD - Photographer：KAZUHIKO TSUCHIDA - Design：前田浩志, NAOMI YOKOHAMA, SHIZUKA AIKAWA for HMD - Styling：MIHO KOBAYASHI, TAKASHI SHIMAOKA - Hair & Make Up：荒木尚子（Octber） - Set Making：YASUSHI SUZUKI（SUZUKI STUDIO） - Executive Producer：HARRY YOSHIDA - Special Thanks to：SEXY DYNAMITE LONDON, MODERNICA, ROOM SERVICE, StrangeMix! |

## タイアップ
| 年     | 楽曲                            | タイアップ                                                                   |
| ------ | ------------------------------- | ---------------------------------------------------------------------------- |
| 2001年 | wonderful world                 | テレビ東京系番組『JAPAN COUNTDOWN』2001年7月度エンディングテーマ             |
| 2001年 | TIGHTROPE                       | 松竹配給アニメ映画『劇場版 幻想魔伝 最遊記〜選ばれざる者への鎮魂歌〜』主題歌 |
| 2001年 | TIGHTROPE                       | TBS系番組『COUNT DOWN TV-Neo』2001年8月度オープニングテーマ                  |
| 2002年 | 蜃気楼                          | テレビ朝日系番組『古館の買物ブギ!』エンディングテーマ                        |
| 2002年 | 15 1/2 フィフティーンハーフ     | TBS系番組『Pooh!』2002年10月度エンディングテーマ                             |
| 2003年 | WHITE OUT 〜memory of a color〜 | 日本テレビ系番組『2003年横浜国際女子駅伝』イメージソング                     |